# Web Operating System
WebOS（ウェブオーエス）またはクラウドオペレーティングシステムは、ウェブブラウザ上でAjax等のリッチクライアント技術を用いて操作性を確保したデスクトップ環境を実現する技術で、クラウドコンピューティングの一種である。
利用者が各自のデスクトップ環境にログインし、メールクライアントや文書閲覧、作成アプリ、画像データの閲覧などのアプリを利用する。ユーザ間でファイルやデータの共用が可能で、グループウェアの機能を実現する。